# Đoàn Thị Ngà
NSƯT Đoàn Thị Ngà (1908 - 1993) là một nữ nghệ nhân tuồng và nhà giáo dạy tuồng Việt Nam. Bà là một đào hát nổi tiếng ở Huế thời kì 1925 - 1930, và cùng chồng là nghệ nhân Đỗ Trí Đức, họ tạo thành cặp đôi "đào Ngà kép Đức" lừng danh trong giới tuồng. Sau Cách mạng tháng Tám, bà thôi biểu diễn và chuyển sang giảng dạy. Vào năm 1993, bà được phong danh hiệu Nghệ sĩ ưu tú và mất cùng năm.

## Thiếu thời
Theo các tài liệu thì năm sinh của NSƯT Đoàn Thị Ngà là 1906, tuy nhiên theo nguồn từ gia đình thì bà luôn khẳng định bà sinh năm 1908. Cha của bà là một ông đồ Nho nghèo, kiếm sống nhờ việc dạy học và sao chép bản tuồng cho các gánh tuồng. Do đam mê nghệ thuật tuồng, ông đã cho bà Ngà đi học tuồng từ bé.

## Sự nghiệp biểu diễn
Bà thành danh ở Huế vào thời kì 1925 - 1930, đặc biệt là biểu diễn xuất sắc vai Điêu Thuyền trong vở Phụng Nghi Đình tại lễ tứ tuần đại khánh của vua Khải Định năm 1925 và được nhà vua ban thưởng.
Khi cha bà thấy các gánh tuồng miền Bắc cần nhiều kịch bản tuồng Kinh hơn, hai cha con đã cùng nhau ra miền Bắc để lập nghiệp. Sau đó, bà nhanh chóng được các gánh hát ở miền Bắc chú ý vì vừa có giọng hát vang, to, thể hiện được nhiều cung bậc cảm xúc, vừa có vẻ đẹp hiếm có, và được các ông chủ tuồng mời diễn thường xuyên. Đồng thời, bà cùng chồng là kép hát tuồng Đỗ Trí Đức tạo thành một cặp "đào Ngà kép Đức" lừng danh trong giới tuồng. Những nghệ sĩ cùng thời với bà như NSND Bạch Trà cùng chồng là NSND Quang Tốn vô cùng kính trọng và nể phục bà trong sự nghiệp biểu diễn cũng như sau này trong sự nghiệp giảng dạy.
Sau năm 1945, bà kết thúc sự nghiệp biểu diễn trên sân khấu nhưng vẫn biểu diễn ở mức độ không thường xuyên. 

## Sự nghiệp giảng dạy

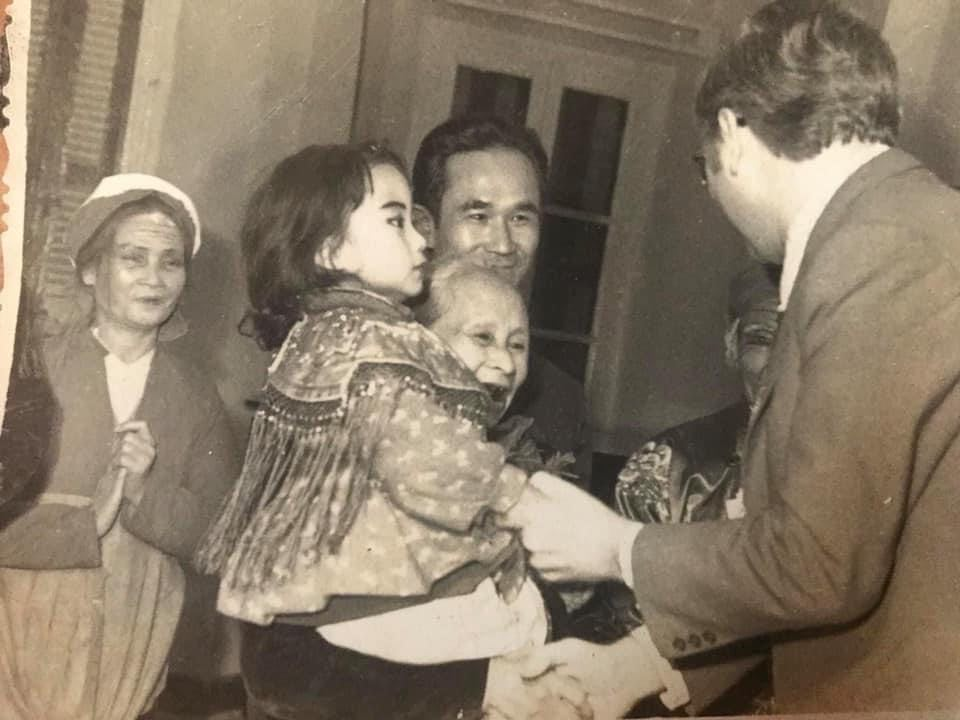
NSUT Đoàn Thị Ngà bế cháu gái nội giao lưu với đoàn văn nghệ CHDC Đức (tức Đông Đức). NSND Bạch Trà đứng ngoài cùng bên trái.

Sau khi kết thúc sự nghiệp sân khấu, bà chuyển sang giảng dạy tại Nhà hát Tuồng trung ương và Trường Đại học Sân khấu - Điện ảnh. Cùng giảng dạy với bà là những nghệ sĩ từng hoạt động sân khấu cùng thời với bà, như NSND Bạch Trà và NSND Quang Tốn. Nhớ lại kỉ niệm khi được học NSUT Đoàn Thị Ngà, tác giả tuồng Xuân Yến nhớ lại lời của NSND Bạch Trà nói với mình: "Các em hãy tranh thủ mà học cô Ngà, cô là người Huế, là Tuồng Kinh đấy, vốn nghề nghiệp của cô vừa nhiều lại chắc chắn, mẫu mực". Bà chuyên giảng dạy những bài bản lớn và khó như bài Cạo đầu, bài Nam Dựng, điệu Thán lả, điệu Khách Hồn; cũng như dạy cho học trò các điệu múa cung đình như Múa Bông ( bài Tam Quốc), múa Trình Tường, xem Tam Lang. Bà còn dạy học trò những vai mẫu như Trại Ba, Hồ Nguyệt Cô, Xuân Đào, Mai Hương, Đổng Mẫu. Theo lời thuật lại của học trò, giọng hát của bà vẫn giữ được sự vang, to, cũng như tính nghệ thuật khi về già.

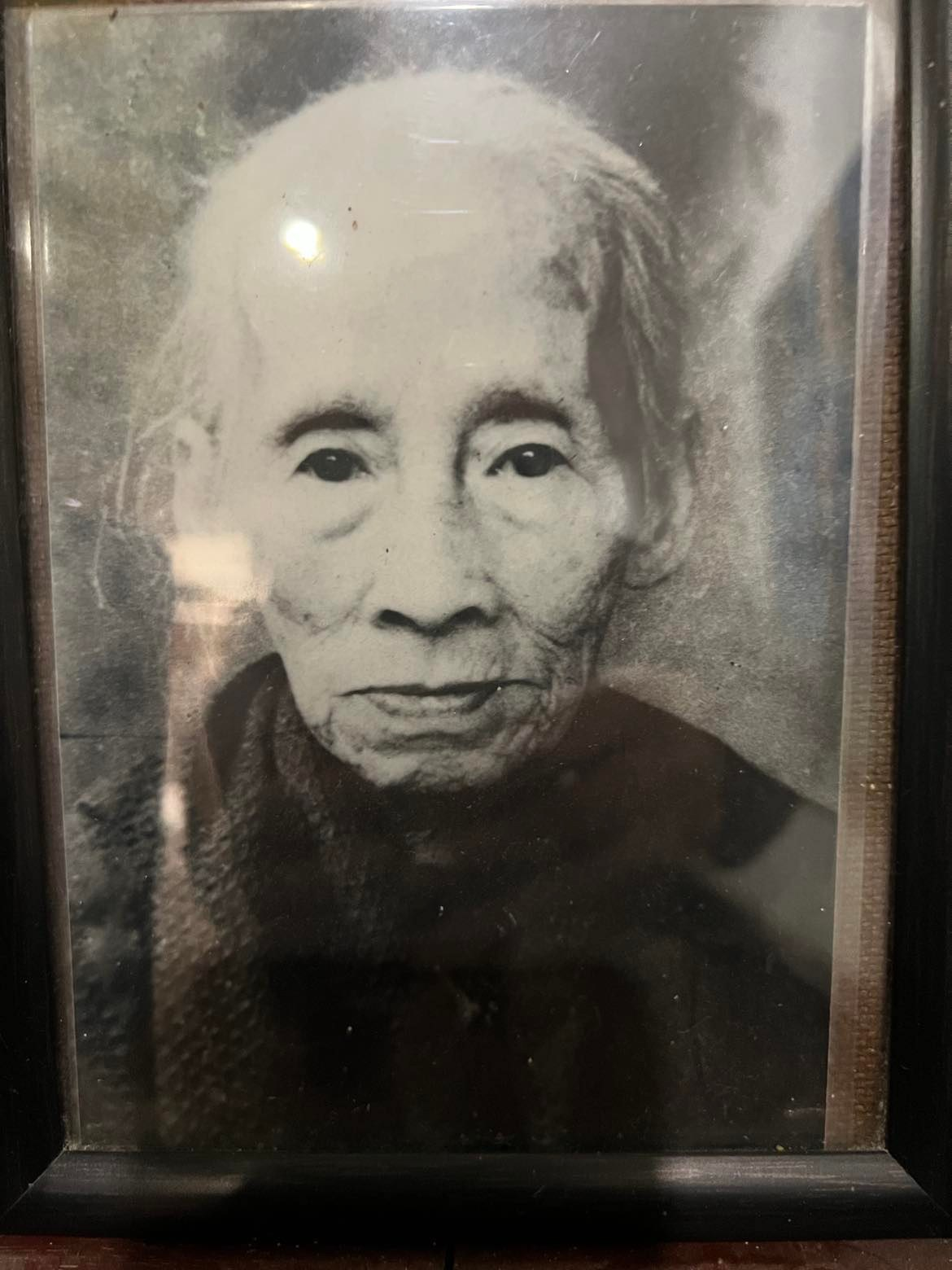
NSUT Đoàn Thị Ngà về già

Nhiều học trò của bà sau này đều đã thành danh và đạt được nhiều danh hiệu, như NSND Lê Tiến Thọ, NSND Đàm Liên, NSND Hoàng Khiềm, và tác giả tuồng Xuân Yến.

## Cuối đời
Bà được nhà nước Việt Nam phong tặng danh hiệu Nghệ sĩ ưu tú vào năm 1993. NSUT Đoàn Thị Ngà mất cùng năm tại nhà riêng ở Khu Văn công Mai Dịch ở tuổi 85.

## Gia đình
Chồng bà là nghệ nhân Đỗ Trí Đức, hai ông bà tạo thành một cặp đôi nổi tiếng trong giới tuồng. Hai ông bà có 6 người con, nhưng 3 người chết non.